# چشم‌کبوتری باتلاقی
چشم‌کبوتری باتلاقی (نام علمی: Brackenridgea palustris) نام یک گونه از تیره چشم‌کبوتریان است.